# Mani Vakaloa
Pas d'image ? Cliquez ici

a Compétitions nationales et continentales officielles uniquement.

b Matchs officiels uniquement.
Dernière mise à jour le 18 juillet 2019.
Mani Vakaloa, né le 4 juillet 1981 aux Tonga, est un joueur de rugby à XV international tongien évoluant au poste d'ailier (1,71 m pour 81 kg).

## Biographie
Elevé par sa grand-mère, il quitte  Tonga pour Paris en 2005.
Son potentiel explose très vite. Sa première année avec le Racing-Métro est une réussite, puisqu'il dispute 25 matchs de Pro D2, dont 21 en tant que titulaire. La belle aventure[Laquelle ?] prend pourtant fin au printemps 2010 pour celui qui a participé en 2009 à la montée en Top 14 du club emmené par Pierre Berbizier dont l'équipe est également composée avec Epi Taione, Sireli Bobo, François Steyn, Carlo Festuccia, ou Simon Raiwalui. 
Il rejoint en 2010 le club de Massy où il connaît deux montées en Pro D2, la première avec son entraineur Jean-Frédéric Dubois.
Dans le groupe de Massy, il peut compter sur l'amitié de son compatriote, le deuxième ligne Fakataha Molitika . 
En 2015, il signe un pré-contrat avec le club de USA Limoges en Fédérale 1 où il rejoint un compatriote, Fifita Masima Samisoni puis en 2016 Andrew Ma'ilei international avec l'équipe des Tonga.

## Vie personnelle
Avec son épouse, il a cinq enfants, le dernier étant un garçon prénommé comme son père Paoki (Mani est en réalité le prénom de l'oncle du joueur), qui a rejoint ses frères Kelemete, Kelepi, Alipate et sa sœur Fonofa. 
Il raconte que « Massy est devenu ma famille, même si les Tonga me manquent ».

## Carrière

### En club
- Jusqu'en 2004 : Vaini Club
- 2004-2010 : Racing Métro 92
- 2010-2015 : Rugby club Massy Essonne
- 2015-2018 : USA Limoges

### En équipe nationale
Il connait sa première et unique sélection avec l'équipe des Tonga le 28 novembre 2009 à l’occasion d’un test-match contre l'équipe du Portugal à Lisbonne.

## Palmarès
- International de Rugby à sept.
- International au Rugby à XV.
- Champion de Pro D2 avec le Racing Métro 92 en 2008-2009
- Vice-champion de France de Fédérale 1 2013/2014. Montée en Pro D2
- Vice-champion de France de Fédérale 1 2011/2012. Montée en Pro D2